# Centro de Integração Comunitário Walter Ribeiro
O Centro de Integração Comunitário Walter Ribeiro mais conhecido como CIC ou Estádio Municipal Walter Ribeiro localiza-se na cidade de Sorocaba e recebe jogos do Esporte Clube São Bento.
Tem capacidade atual de 13.772 torcedores. Foi inaugurado para aposentar o estádio Estádio Humberto Reale.

## História

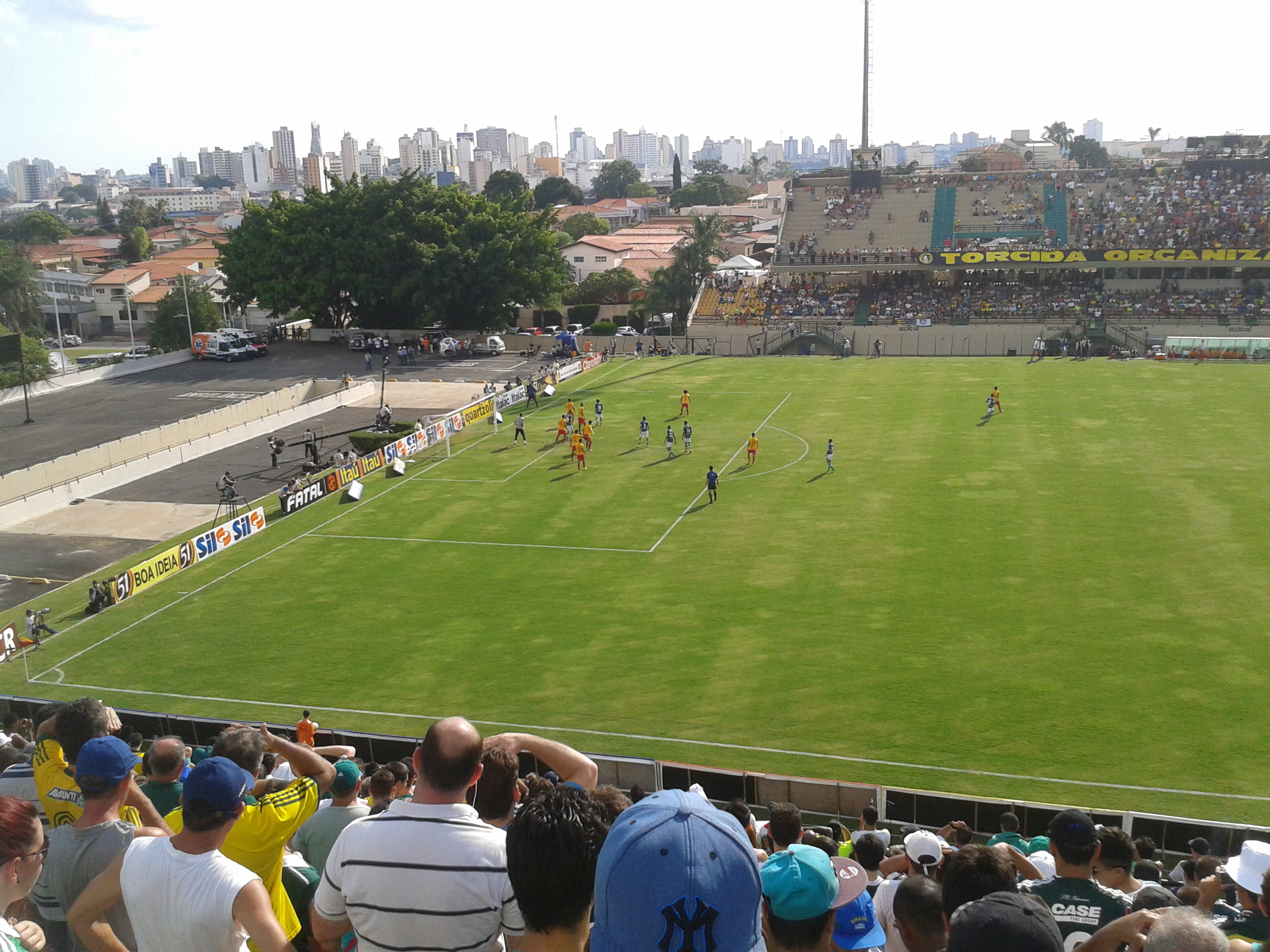
Partida entre Atlético de Sorocaba e Palmeiras, em 2014, disputada no Estádio

O terreno local antes da construção do estádio configurava uma nascente de uma drenagem curta, onde havia um grande brejo. Após a construção do estádio foi também reformulada a grande praça de frente ao estádio, a Praça Pereira da Silva, onde diversos eventos de festas juninas de Sorocaba eram realizados.
O estádio foi inaugurado no dia 14 de outubro de 1978, em partida valida pelo Paulistão de 1978, em que o Esporte Clube São Bento, então presidido na época por Laor Rodrigues, enfrentou o São Paulo. Foi um dia chuvoso em Sorocaba, os festejos começaram aproximadamente às 14 horas. Após apresentações da Banda Marcial do SESI, show da Escola de Samba III Centenário, exibição de paraquedismo, sessão solene de inauguração com o Bispo Diocesano Dom José Melhado de Campos que procedeu às bênçãos das instalações do estádio e posteriormente o discurso do então prefeito, Theodoro Mendes. A partida começou às 16h. No sorteio, o São Paulo ganha a saída e após um minuto de silencio determinado pelo árbitro Márcio Campos Salles, Milton toca para Chicão, estava inaugurado oficialmente o tão sonhado estádio municipal sorocabano. Na época da inauguração, foi criticado pelo gramado fofo e irregular, assim permanecendo por 22 anos.
Após a volta do Esporte Club São Bento a primeira divisão no Campeonato Paulista em 2005, foi feita uma reforma completa, passando de pinturas nas arquibancadas a reforma no gramado e a instalação de um moderno sistema de irrigação.

### Estrutura
O estádio é constituído por quatro setores, arquibancadas superiores, arquibancadas inferiores, cadeiras e arquibancada ferradura. Possui acesso pela Avenida Pereira da Silva e pelas ruas Porhyrio Loureiro, Comendador Hélio Monzoni.
Possui sistema de iluminação por quatro torres, totalizando 64 refletores.
É a atual sede administrativa do Esporte Clube São Bento.

### Homenagem
O ato administrativo assinado pelo ex–governador de São Paulo, Paulo Egydio Martins, batizou o estádio municipal em homenagem ao ex-jornalista Walter Ribeiro, que foi vice-presidente da Associação dos Cronistas Esportivos de Sorocaba – ACES e diretor–tesoureiro da Associação Sorocabana de Imprensa – ASI. Trabalhou na rádio Vanguarda destacou-se nos comentários durante os jogos do São Bento e no discutido programa “Chute sem Bola”. Conseguiu seu maior sucesso no Jornal Diário de Sorocaba como autor da coluna “Chute de Bico”, onde fez sucesso escondido atrás do pseudônimo de “Vadico” um colunista sarcástico e gozador. Walter Ribeiro aos 25 anos de idade, trabalhava na Rádio Cacique de Sorocaba conquistando grande audiência em comentários rápidos sobre a vida esportiva de Sorocaba, quando na manhã do dia 24 de agosto de 1975 morreu tragicamente vitima de acidente automobilístico.